# Sasaki Kojirō
Dans ce nom japonais, le nom de famille, Sasaki, précède le nom personnel.
 (novembre 2008).
Si vous disposez d'ouvrages ou d'articles de référence ou si vous connaissez des sites web de qualité traitant du thème abordé ici, merci de compléter l'article en donnant les références utiles à sa vérifiabilité et en les liant à la section « Notes et références ».
Sasaki Kojirō (佐々木 小次郎, Sasaki Kojirō, 1583-13 avril 1612) est un fameux bretteur japonais, des époques Sengoku et Edo.

## Biographie

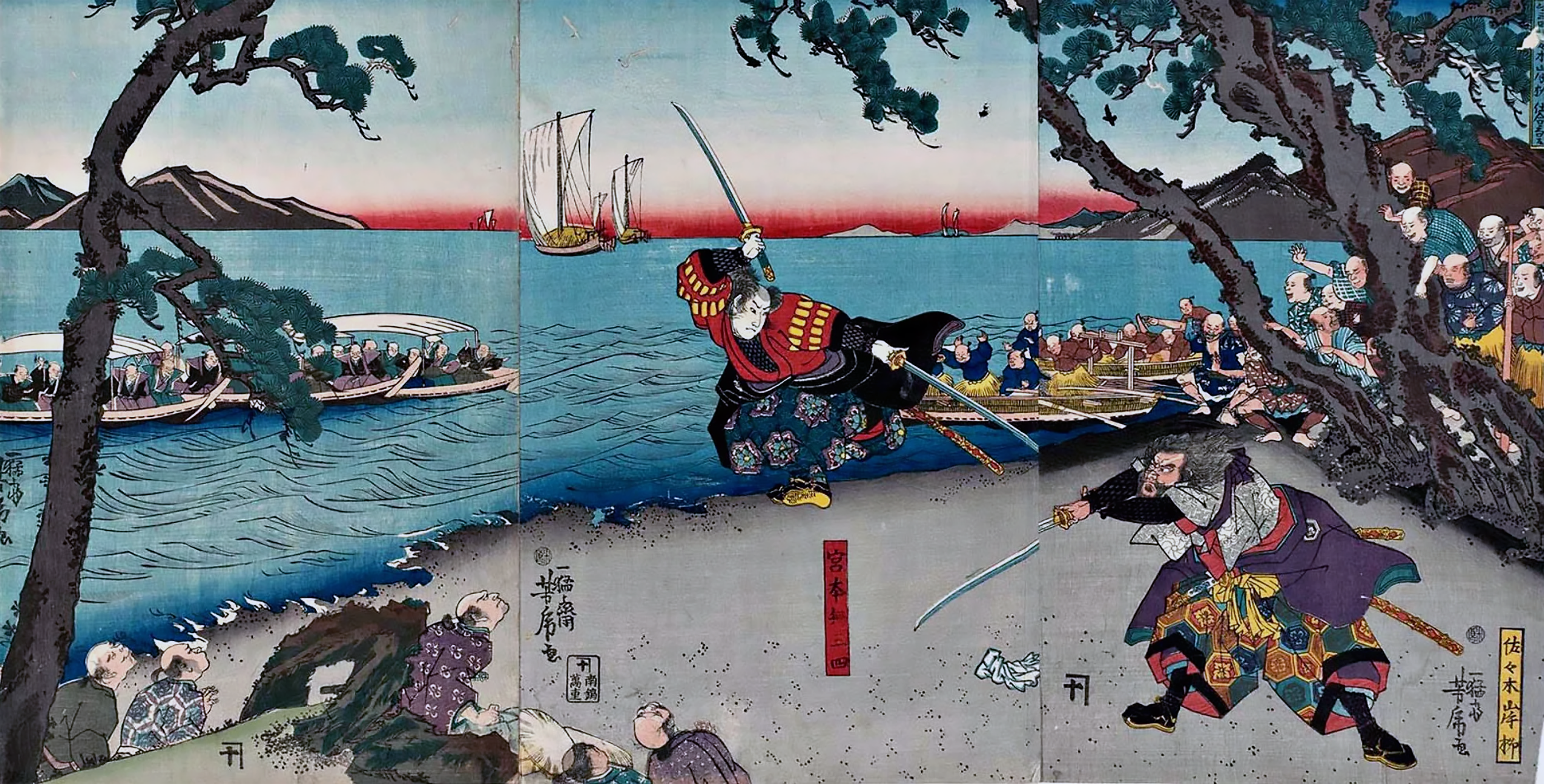
Kojirō Sasaki (à droite) attaque Miyamoto Musashi sur la côte de l'île Ganryū. Musashi utilise deux Katanas.

Originaire de la région d'Echizen (préfecture de Fukui), il passe pour un des meilleurs escrimeurs de la région Ouest et se bat à l'aide d'un nodachi appelé Mono-hoshi zao (物干竿, « la perche de séchage ») en utilisant la technique tsubamegaeshi (« imiter le mouvement d'une hirondelle », nom dû au fait que sa technique avait la particularité de faire de brusques changements de direction, comme ce que fait une hirondelle lorsqu'elle chasse).
Il est dit que Sasaki Kojirō a étudié le style de kenjutsu Chūjō-ryu avec Toda Seigen ou Kanemaki Jisai. Attendu que ce style se spécialise dans le maniement du kodachi, les spécialistes pensent que Kojirō s'entraîna au maniement du sabre long pendant les katas, tandis qu'il servait de partenaire à son maître ou d'autres élèves, lors des katas tournant autour de l'affrontement d'un sabre court contre un sabre long. Paradoxalement, cela transforma Kojirō en ennemi naturel, prédateur des sabres courts, possiblement l'une des raisons pour lesquelles il opta lui-même pour un sabre anormalement long.
Il fut instructeur de kenjutsu pour le compte de Hosokawa Tadaoki, seigneur de la province de Bizen, le clan Hosokawa s'étant rangé du côté de Tokugawa Ieyasu contre Ishida Mitsunari durant la décisive campagne de Sekigahara fut en conséquence fait fudai daimyo, « daimyos de l'intérieur », durant le shogunat Tokugawa.

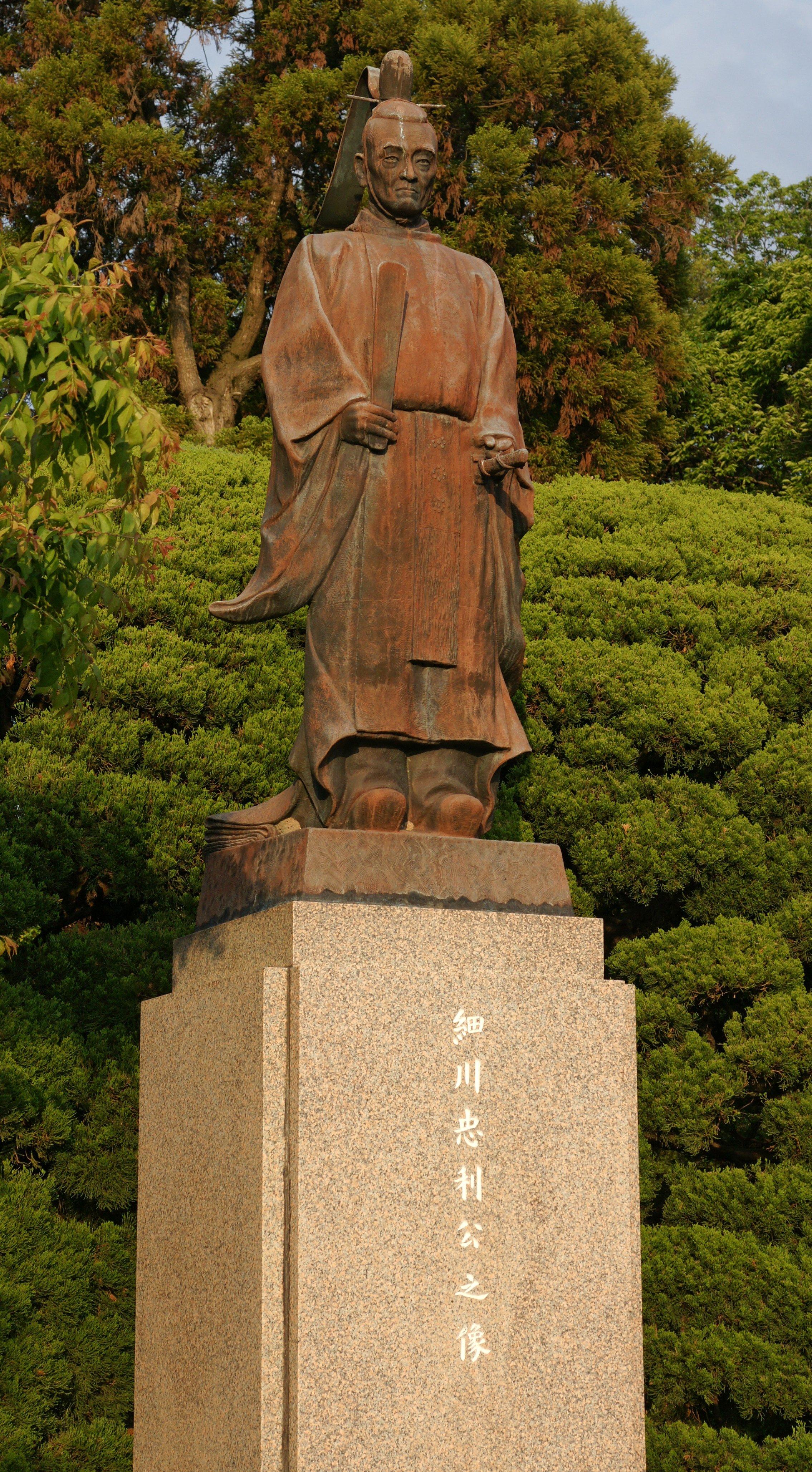
Statue de Hosokawa Tadatoshi au sein du Suizen-ji Jōju-en.
Mon de Miyamoto Musashi né à Ōhara-chō province de Mimasaka.

Rival de longue date de Musashi Miyamoto et considéré comme le meilleur opposant que celui-ci ait affronté, il meurt en l'affrontant en duel le 13 avril 1612 sur l'île nommée parallèlement, à l'époque, Funashima et Mukōjima, qui porte de nos jours le nom de Ganryū-jima. Selon les dires des témoins du duel, Musashi l'aurait vaincu en utilisant une des rames de sa barque en guise de bokken. Toutefois, les différents témoignages qui nous sont parvenus étant contradictoires, il est difficile d'établir la véracité de ce fait.

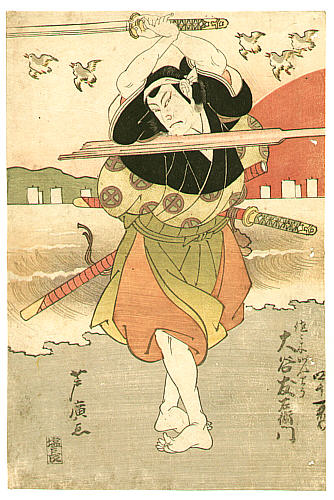
Acteur de kabuki jouant le rôle de Kojirō Sasaki lors du duel contre Musashi.

La vie de Kojirō fut très brève. Il commença à Echizen par créer son propre style : le Ganryū. Il partit ensuite pour Osaka, mais après le renversement du Bakufu à la suite de la bataille de Sekigahara en 1600, il rejoignit la maison des Yoshioka à Kyoto.
Une fois sa formation accomplie, il partit à Edo où, une fois arrivé, il trouva un emploi comme instructeur de kenjutsu dans la maison de Hangawara Yajibei. Ce dernier proposa un poste à Kojirō après avoir vu ses techniques dans des matchs que le jeune homme proposait pour gagner de l'argent. Il défia aussi Ono Jiroemon (instructeur de kenjutsu) avec succès.
Enfin, il alla voir Hosokawa Tadaoki pour servir sa maison.
Iwama Kakubei, un membre du clan Hosokawa, voulut partir pour Buzen. Le seigneur Tadatoshi et Kojirō le suivirent. Ce dernier se fit une superbe réputation et battit tous les opposants de Buzen (en comptant Kojima Zennosuke), jusqu'à ce qu'il meure sur l'île de Mukojima.
Sa vie est l'objet du livre de Genzō Murakami qui porte son nom, plus fidèle historiquement parlant que le Musashi d'Eiji Yoshikawa.

## Culture populaire
- Sasaki Kojirō est un servant de classe Assassin dans le visual novel Fate/stay night et les animes Fate/Stay Night et Fate/Stay Night Unlimited Blade Works, ainsi que dans le jeu Fate Grand/Order dans lequel une version alternative de lui apparait également dans la classe Saber sous le nom de "Nameless Saber".
- Il joue un rôle important également dans le manga seinen Vagabond de Takehiko Inoue retraçant la vie de son rival Miyamoto Musashi.
- Sasaki Kojirō apparaît dans le manga Valkyrie Apocalypse en tant que représentant de l'humanité. Il y affronte Poséidon.
- Il apparaît également dans les jeux vidéos Samurai Warriors.
- Sasaki Kojirō apparait également dans l'anime Netflix Onimusha (en), il y affronte Miyamoto Musashi.